# Villula
Villula è una frazione del comune italiano di Corniglio, nella provincia di Parma, in Emilia-Romagna.
La località dista 1,18 km dal capoluogo comunale.

## Geografia fisica
Il centro abitato sorge sulla destra orografica del torrente Bratica e del torrente Parma, su un promontorio posto sulle pendici occidentali del Monte Caio in prossimità della confluenza tra i due corsi d'acqua, a un'altitudine di 666 m s.l.m.

## Origini del nome
In epoca medievale il borgo era noto come Vilola, ma anche come Insula Vilula, per la sua posizione prossima alla confluenza tra i torrenti Bratica e Parma.

## Storia
Il borgo di Villula fu fondato in epoca medievale; la più antica testimonianza della sua esistenza risale al 1230, quando la Capelle de Vilola fu nominata nel Capitulum seu Rotulus Decimarum della diocesi di Parma.
Nel 1327 il vescovo di Parma Ugolino de' Rossi acquistò da Manuello da Vallisniera i diritti di vassallaggio su numerose famiglie di Corniglio, Rigoso e altre terre della zona già appartenenti da secoli alla diocesi parmense, tra cui Villula.
La località, grazie alla sua vicinanza con Corniglio e il suo castello, ne fu a lungo difesa e ne seguì le sorti; nel 1355 il feudo cornigliese fu ceduto da Ugolino al nipote Giacomo de' Rossi come compensazione per un prestito non onorato dal capitolo della Cattedrale di Parma e da allora appartenne alla famiglia Rossi fino al 1594, seppur con due interruzioni al termine della guerra dei Rossi del 1482 e intorno alla metà del XVI secolo. Nel frattempo, nel 1444 Villula e alcune altre località nelle giurisdizioni di Corniglio, Felino e Berceto furono confiscate durante un processo subito a Milano da Pier Maria II de' Rossi per esercizio indebito di poteri giurisdizionali, ma il duca Filippo Maria Visconti fece immediatamente annullare ogni disposizione e restituire tutte le terre al Conte, suo fidato alleato.
In seguito all'abolizione dei diritti feudali del 1805, Villula divenne frazione del nuovo comune di Corniglio.
Nel 1921 una frana provocò il crollo di alcune abitazioni a valle del borgo, che furono successivamente riedificate più a monte.

## Monumenti e luoghi d'interesse

### Chiesa di San Mariano

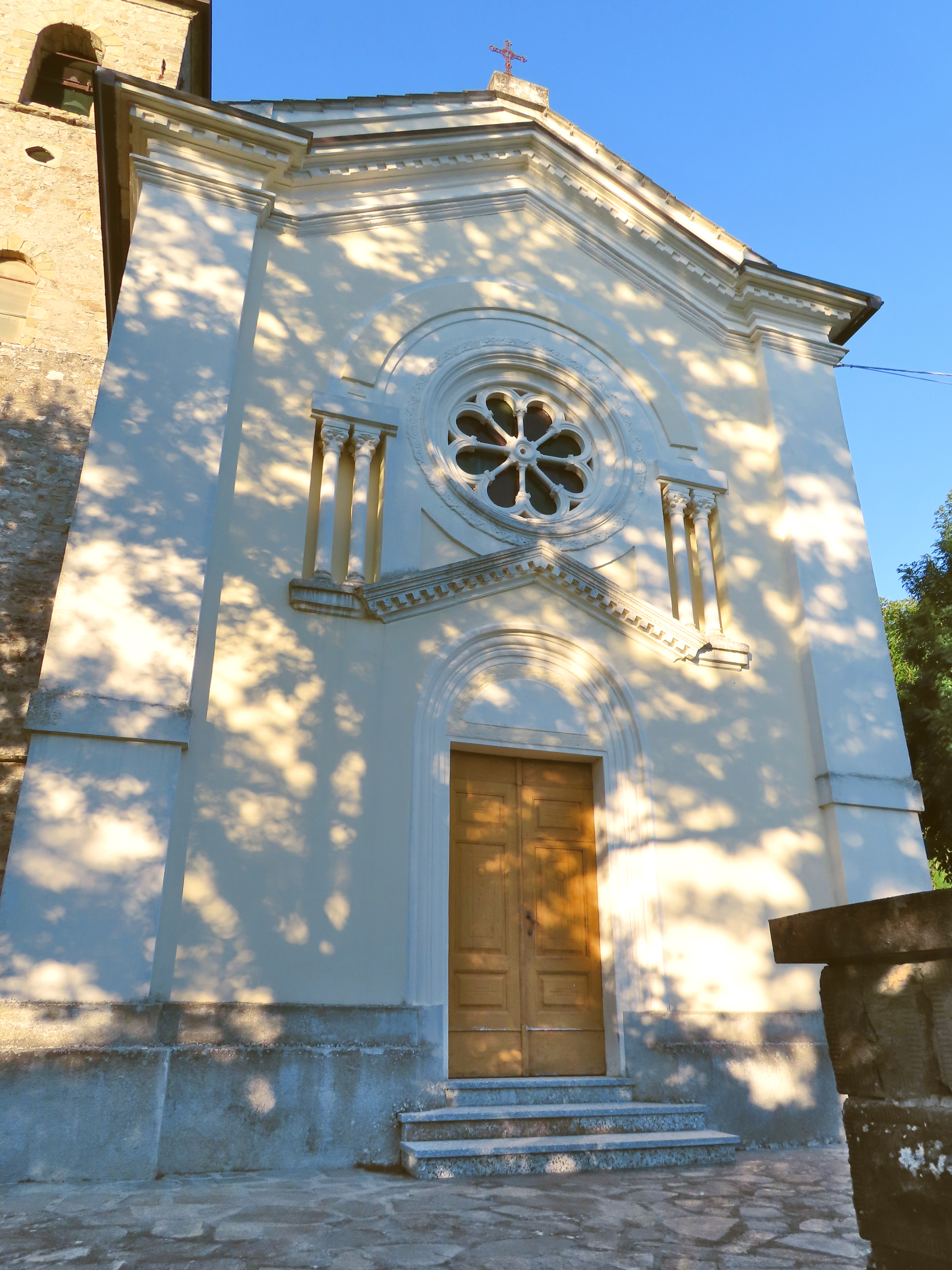
Chiesa di San Mariano

Citata per la prima volta nel 1230, la cappella originaria, eretta a sede parrocchiale autonoma nel 1564, fu sostituita nel 1579 da un nuovo edificio, costruito leggermente più a monte; munita del campanile in pietra tra il 1882 e il 1894, la chiesa fu interamente ristrutturata nel 1915 in stile neobizantino. Il luogo di culto, caratterizzato dalla facciata a capanna arricchita da un ampio rosone centrale strombato, internamente è decorato con lesene ornate in sommità con colonnine binate a sostegno dei capitelli.